# Clistopyga crassicaudata
Clistopyga crassicaudata — вид паразитичних перетинчастокилих комах родини їздців-іхневмонід (Ichneumonidae). Описаний у 2018 році. Комаха виявлена в Перу у вузькій смузі між амазонськими дощовими лісами та гірськими схилами Анд. Вид є паразитоїдом павуків.